# كين أندرسون (كاتب)
كين أندرسون (بالإنجليزية: Ken Anderson)‏ هو مهندس معماري وكاتب سيناريو أمريكي، ولد في 17 مارس 1909 في سياتل في الولايات المتحدة، وتوفي في 13 ديسمبر 1993 في لا كانيادا فلينتريدج في الولايات المتحدة بسبب سكتة.

## وصلات خارجية
- كينيث أندرسون على موقع IMDb (الإنجليزية)
- كينيث أندرسون على موقع قاعدة بيانات الفيلم (الإنجليزية)